# Bassano (Alberta)
Bassano è una cittadina (town) canadese della provincia dell'Alberta. Nel 2006 la sua popolazione era di 1 345 abitanti. È situata 140 km a Est di Calgary e 160 km a Nord-Ovest di Medicine Hat lungo l'autostrada trans-canadese.